# 13. март
13. март (13.03) је 72. дан у години по грегоријанском календару (73. у преступној години). До краја године има још 293 дана.

## Догађаји
- 624 — Мухамедови следбеници победили су Курејшије из Мека у пресудној бици на Бедру.
- 1325 — Астеци су основали своју насеобину Теночтитлан, касније престоницу Астечког царства, на месту где је данашњи град Сијудад Мексико.
- 1567 — Немачки плаћеници које је унајмила холандска владарка Маргарета од Парме убили су 2.000 калвиниста.
- 1781 — Вилхелм Хершел је открио седму планету Сунчевог система, која је касније названа Уран.
- 1809 — Након неуспеха у рату с Русијом и Данском 1808, официрском завером збачен је с престола шведски краљ Густав IV.
- 1848 — Под притиском демонстрација и побуне у Бечу аустријски канцелар Клеменс Метерних поднео је оставку. Канцелар је побегао у Велику Британију, а хиљадама гневних Бечлија које су опколиле двор цар Фердинанд I је обећао устав.
- 1865 — Током Америчког грађанског рата, Конгрес Конфедерације, под председником Џеферсоном Дејвисом, жестоким противником укидања ропства, донео је закон којим је робовима дозвољено, у замену за слободу, да буду војници у јужњачкој армији.
- 1881 — У атентату у Петрограду убијен је руски цар Александар II. Атентат су извршили чланови тајног терористичког удружења „Народна воља“.
- 1913 — Канбера постала главни град Аустралије.
- 1920 — У Каповом пучу на кратко је оборена влада немачке Вајмарске републике.
- 1938 — Нацистичка Њемачка анектирао Аустрију, догађај који је познат под називом Аншлус.
- 1946 — Припадници ОЗНЕ ухапсили су четничког вођу у Другом светском рату Драгољуба Михаиловића.
- 1972 — Уједињено Краљевство и Кина сагласиле су се да размене амбасадоре 22 године након што је Лондон признао владу у Пекингу; Британци су затворили конзулат на Тајвану.
- 1990 — Совјетски парламент изгласао је увођење вишепартијског система, након 72-годишњег монопола на власт Комунистичке партије.
- 1992 — У земљотресу на истоку Турске је погинуло најмање 570 људи.
- 1996 — У месту Данблејн, око 40 километара северно од Глазгова, наоружани човек је у гимнастичкој сали основне школе убио 16 ученика првог разреда, узраста између пет и шест година и њихову учитељицу, ранио још 13 ђака и потом извршио самоубиство.
- 1998 — Председник Јужне Кореје Ким Дае Џонг, који је и сам био затваран због политичких уверења, донео је одлуку о масовној амнестији која је обухватила преко пет милиона особа, од политичких затвореника до пијаних возача којима су биле одузете возачке дозволе.
- 1999 — На Косову, у експлозијама бомби у центру Подујева и на пијаци у Косовској Митровици погинуло је шесторо и рањено више од 50 људи, а у нападима оружане формације косовских Албанаца „Ослободилачка војска Косова“ код Вучитрна погинула су два припадника Војске Југославије.
- 2001 — Бивши градоначелник Босанског Шамца Благоје Симић, против кога је Међународни суд за ратне злочине подигао оптужницу 1995. за злочине почињене током рата у БиХ 1992-95, добровољно се предао суду.
- 2002 — Влада Анголе је прогласила једнострано примирје у 27-годишњем грађанском рату са побуњеницима-припадницима Националне уније за потпуну независност Анголе.
- 2006 — Председник Србије Борис Тадић изјавио да је Хашки трибунал одговоран за смрт Слободана Милошевића.
- 2021 — Нарко картели: Четворица полицајаца је убијено у пуцњави наоружаних нападача у мексичкој држави Закатекас.

## Рођења
- 1741 — Јозеф II Хабзбуршки, цар Светог римског царства (1765—1790). (прем. 1790)[1]
- 1816 — Ђорђе Малетић, српски књижевник, естетичар, преводилац, политичар, позоришни педагог и теоретичар. (прем. 1888)[2]
- 1860 — Хуго Волф, аустријски композитор. (прем. 1903)[3]
- 1883 — Милосав Јелић, српски четник, писац, ратни песник и новинар. (прем. 1947)[4]
- 1864 — Алексеј фон Јавленски, руски сликар. (прем. 1941)[5]
- 1899 — Џон Хазбрук ван Влек, амерички физичар и математичар, добитник Нобелове награде за физику (1977). (прем. 1980)[6]
- 1900 — Јоргос Сеферис, грчки песник и дипломата, добитник Нобелове награде за књижевност (1963). (прем. 1971)[7]
- 1926 — Милош Гвозденовић Гвозден, српски сликар. (прем. 2006)[8]
- 1929 — Борис Бузанчић, хрватски глумац и политичар. (прем. 2014)[9]
- 1944 — Атина Бојаџи, македонска пливачица. (прем. 2010)
- 1950 — Вилијам Х. Мејси, амерички глумац, редитељ, сценариста и продуцент.[10]
- 1956 — Дејна Делејни, америчка глумица и продуценткиња.[11]
- 1965 — Весна Тривалић, српска глумица.[12]
- 1967 — Андрес Ескобар, колумбијски фудбалер. (прем. 1994)[13]
- 1971 — Анабет Гиш, америчка глумица.[14]
- 1971 — Адина Портер, америчка глумица.[15]
- 1973 — Едгар Давидс, холандски фудбалер и фудбалски тренер.[16]
- 1973 — Дејвид Дрејман, амерички музичар, најпознатији као члан групе Disturbed.[17]
- 1973 — Ненад Пуљезевић, српско-мађарски рукометни голман.[18]
- 1973 — Боби Џексон, амерички кошаркаш и кошаркашки тренер.[19]
- 1974 — Томас Енквист, шведски тенисер.[20]
- 1976 — Милан Антонић, српски глумац.[21]
- 1976 — Дени Мастерсон, амерички глумац.[22]
- 1981 — Миланко Рашковић, српски фудбалер.[23]
- 1984 — Стив Дарси, белгијски тенисер.[24]
- 1985 — Емил Херш, амерички глумац.[25]
- 1986 — Мајкл Скот, амерички кошаркаш.[26]
- 1989 — Холгер Бадштубер, немачки фудбалер.[27]
- 1989 — Марко Марин, немачки фудбалер.[28]
- 1990 — Саша Клементс, канадска глумица.[29]
- 1990 — Ђорђе Мајсторовић, српски кошаркаш.[30]
- 1991 — Стефан Ђорђевић, српски фудбалер.[31]
- 1991 — Тристан Томпсон, канадско-амерички кошаркаш.
- 1992 — Осуна, порторикански музичар.[32]
- 1992 — Каја Скоделарио, енглеска глумица.[33]
- 1992 — Луси Фрај, аустралијска глумица.[34]
- 1998 — Џек Харлоу, амерички хип хоп музичар.
- 2004 — Кори Гоф, америчка тенисерка.

## Смрти
- 1572 —  Петар Хекторовић, аутор спева „Рибање и рибарско приговарање“. (рођ. 1487)[35]
- 1813 — Јожеф Киш, идејни творац, пројектант и први градитељ Великог бачког канала. (рођ. 1748)[36]
- 1879 — Адолф Андерсен, истакнути шахиста XIX века. (рођ. 1818)[37]
- 1881 — Александар II Романов, руски цар. (рођ. 1818)[38]
- 1906 — Сузан Ентони, зачетница и вођа покрета за права жена у САД.(рођ. 1820)[39]
- 1942 — Жикица Јовановић Шпанац, југословенски народни херој. (рођ. 1914)[40]
- 1974 — Мато Ловрак, књижевник. (рођ. 1899)[41]
- 1975 — Иво Андрић, српски књижевник. Добитник Нобелове награде за књижевност. (рођ. 1892)[42]
- 1993 — Павле Васић, сликар, историчар уметности и ликовни критичар, професор Филозофског факултета и Универзитета уметности у Београду. (рођ. 1907)
- 1995 — Мија Алексић, позоришни и филмски глумац. (рођ. 1923)
- 1996 — Кшиштоф Кишловски (Кјешловски), пољски филмски и ТВ редитељ. (рођ. 1941)[43]
- 2002 — Спирос Кипријану, кипарски политичар и државник, председник Кипра. (рођ. 1932)[44]
- 2003 —
  - Живорад Игић, новинар, публициста и политичар. (рођ. 1942)[45]
  - Енрико Јосиф, композитор, педагог и публициста, академик. (рођ. 1924)[46]
- 2004 — Марина Кољубајева, филмска и ТВ глумица. (рођ. 1950)[47]
- 2005 — Александар Атанацковић, фудбалер, репрезентативац. (рођ. 1920)

## Празници и дани сећања
- Српска православна црква слави:
  - Свештеномученика Протерија
  - Светог Василија исповедника
  - Свештеномученика Нестора епископа магидијског
  - Светог Николаја јуродивог